# Canal de Cerdeña

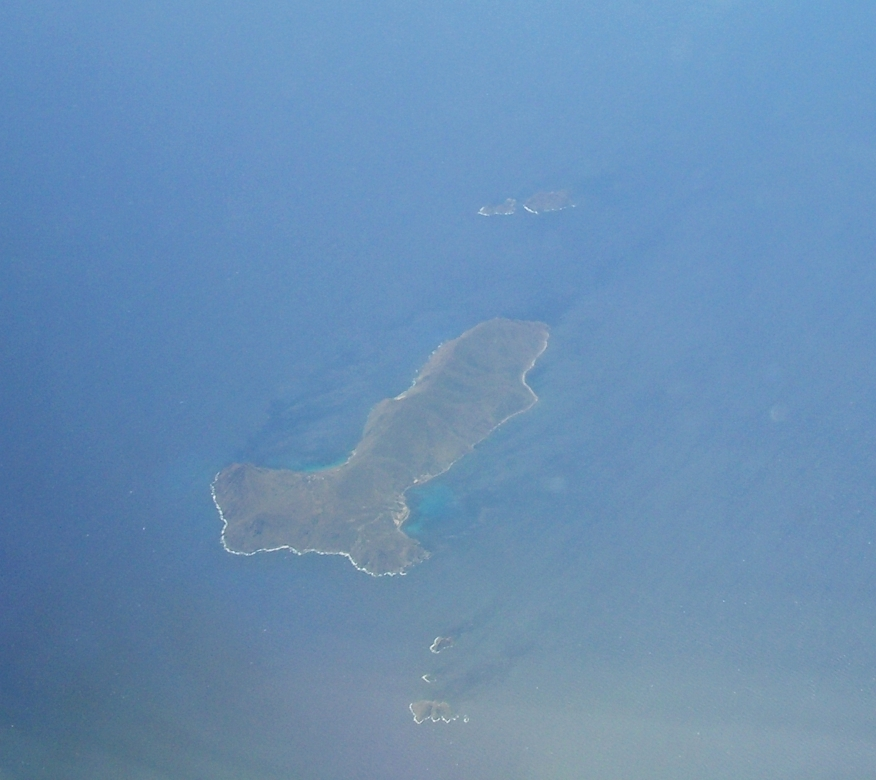
La Galita, isla tunecina en el canal de Cerdeña.

El canal de Cerdeña (del italiano: Canale di Sardegna) es una sección del mar Mediterráneo occidental que separa la italiana isla de Cerdeña de las costas africanas de Túnez. Los puntos más próximos entre la costa africana y el cabo Teulada, en Cerdeña, distan 185 km. Al oeste-suroeste y a este-noreste, permite una comunicación profunda entre la cuenca argelino-ligur-provenzal y la tirrena mientras que al sureste se une con el canal de Sicilia. 

## Geología
El canal de Cerdeña se corresponde con una parte sumergida del ramal apenínico-magrebí de los Alpes. 
Deriva de la superposición de dos placas tectónicas que han producido, respectivamente, un espesamiento de la corteza terrestre y un adelgazamiento. 
Esta evolución, propia de las cadenas que colisionan, se puede observar bien en el canal de Cerdeña: las características morfológicas y estructurales son de hecho bien evidentes, también porque la sumersión de la cuenca la ha preservado de la erosión aérea. 